# Presidente João Batista Figueiredo Airport
Presidente João Batista Figueiredo Airport (portugisiska: Aeroporto Presidente João Figueiredo, engelska: Sinop Airport) är en flygplats i Brasilien.   Den ligger i kommunen Sinop och delstaten Mato Grosso, i den centrala delen av landet, 900 km nordväst om huvudstaden Brasília. Presidente João Batista Figueiredo Airport ligger 375 meter över havet.
Terrängen runt Presidente João Batista Figueiredo Airport är platt. Närmaste större samhälle är Sinop, 9,4 km öster om Presidente João Batista Figueiredo Airport.
Omgivningarna runt Presidente João Batista Figueiredo Airport är huvudsakligen savann. Runt Presidente João Batista Figueiredo Airport är det ganska glesbefolkat, med 29 invånare per kvadratkilometer.